# Malabaila numidica
Malabaila numidica är en flockblommig växtart som beskrevs av Ernest Saint-Charles Cosson. Malabaila numidica ingår i släktet Malabaila och familjen flockblommiga växter. Inga underarter finns listade i Catalogue of Life.